# Nowa Stolica Administracyjna

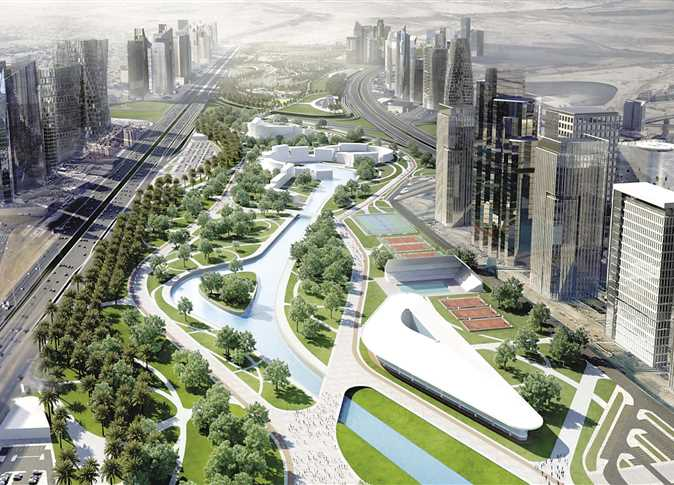
Projekt Green River Park

Nowa Stolica Administracyjna (arab. ‏العاصمة الإدارية الجديدة‎, Al-ʿĀṣima al-Idāriyya al-Ǧadīda) – miasto, które w przyszłości ma zostać stolicą Egiptu, zastępując dotychczasową stolicę Kair.
Do miasta mają zostać przeniesione najważniejsze instytucje kraju, w tym siedziby prezydenta i rządu, a także ważne obiekty kultu religijnego, oraz ośrodki biznesowe i sportowe.
Miasto usytuowane zostało na wschód od obecnej stolicy i oddalone od niej o 45 kilometrów. Nowa Stolica Administracyjna ma być zamieszkana przez około 6–7 milionów mieszkańców.